# Лахтюхов, Станислав Владимирович
Станислав Владимирович Лахтюхов (род. 18 апреля 1987, Москва) — Заслуженный мастер спорта, рекордсмен и чемпион России в плавании в стиле брасс, член сборной команды России по плаванию.

## Биография
Родился 18 апреля 1987 года в г.Москве
начал заниматься плаванием в сентябре 1995 г.в СДЮШОР «Скифы», ныне — Юность Москвы. первый тренер — Попов А. Ю., действующий тренер — Гришина С. И.

## Достижения
неоднократный чемпион г. Москвы, неоднократный призер первенств России
- чемпион России в плавании на дистанции 50 м, 100 м, 200 м брасс
- рекордсмен мира в эстафетном плавании (4х100 м комбинированная)
- экс-рекордсмен Европы на дистанции 100 м способом брасс по короткой воде(57,15)
- рекордсмен России на дистанции 100 м способом брасс по короткой воде(57,15)
- экс-рекордсмен России на дистанции 200 м способом брасс по короткой воде(2.05,57)

1. ↑  World Aquatics database